# Bell P-39 Airacobra
Bell P-39 Airacobra var ett amerikanskt jakt/attackflygplan som flög för första gången den 25 november 1939 och spåddes en lysande framtid, mestadels tack vare sin 37 mm kanon. Bell började leverera P-39 till amerikanska flygvapnet (US Army Air Forces) tidigt 1941. 
Under flygkriget över Stilla havet syntes snabbt P-39:s brister, dess motor var inte utrustad med kompressor vilket gjorde att effekten sjönk på höjder över 3 600 meter och planen användes sedan uteslutande som attackplan. Redan under 1944 slutade man använda P-39 i det amerikanska flygvapnet.
Många av planen hamnade i Sovjetunionen som köpte planen genom Lend-Lease Act. Totalt sändes ca 5 000 P-39 till Sovjetunionen, som använde dem i huvudsak som luftunderstöd för markstyrkorna.
Under 3 600 meter hade P-39 bättre egenskaper än de tyska planen Bf 109 och Fw 190 speciellt hade den mycket bättre svängradie. Av Sovjetunionens högst rankade flygaräss flög mer än hälften P-39 Airacobra.